# 川崎悦子
川崎 悦子（かわさき えつこ）は、振付師、ダンサー。融合事務所所属。
1983年、一世風靡セピアのデビュー曲『前略、道の上より』で振付師としてデビューする。
劇団☆新感線、第三舞台、宝塚歌劇団や演劇集団キャラメルボックス等の舞台の振り付けを手掛け、また、自らのダンススタジオである「BEATNIK STUDIO」としてのダンス公演も行い、その公演では作･演出も手掛けている。
2005年にはテレビドラマ「女王の教室」でエンディングの振付を担当し話題になった。

## 主な振付作品

### 宝塚歌劇
- 凍てついた明日[1]
- 螺旋のオルフェ
- TEMPEST
- BLUE・MOON・BLUE
- デパートメント・ストア
- パッサージュ
- バビロン
- 白昼の稲妻
- 薔薇の封印
- ロマンチカ宝塚'04
- マラケシュ・紅の墓標
- タランテラ!
- TUXEDO JAZZ
- ソロモンの指輪

### その他舞台
- 阿修羅城の瞳[1]
- Endless SHOCK[1]
- 天保十二年のシェイクスピア
- 新春 滝沢革命[2]
- 滝沢歌舞伎ZERO[3]
- DREAM BOYS[4]
- ロミオとロザライン[5]

### 映画
- モテキ[3]
- 滝沢歌舞伎 ZERO 2020 The Movie（『組曲』[6]）

### ドラマ
- 女王の教室（エンディングの振付を担当）
- 女の一代記（第2話の振付を担当）
- カエルの王女さま

## 出演作品
- ミュージカル花の紅天狗 （2003年）上川端麗子役

## 受賞歴
2014年
- 第22回読売演劇大賞 優秀スタッフ賞